# Jean-Pol Spaute
Jean-Pol Spaute, né le 18 janvier 1943 à Gilly et décédé le 23 janvier 2009 à Charleroi, est un joueur de football belge et ancien président du club du Sporting Charleroi.

## Biographie
Jean-Pol Spaute commence sa carrière professionnelle au Sporting Charleroi, lors du championnat 1959-1960. Charleroi est alors en division 2 mais remonte en division 1 à l'issue du championnat 1965-1966. 
Il joue 11 saisons au Sporting, où il devient même capitaine de l'équipe. En 1969, il participe à la Coupe des villes de foires, inscrivant un but contre l'équipe française du FC Rouen. En 1970, il poursuit sa carrière à La Louvière en division 2, où il joue pendant 3 saisons. Il termine sa carrière de joueur au Royal Football Club houdinois en 1974.
Il est président du Sporting Charleroi de 1982 à 1999 avant d'être remplacé par Abbas Bayat. C'est sous sa présidence que le Sporting réintègre la division 1 en 1985 et s'y maintient pendant son mandat de président.
Il décède le 23 janvier 2009 d'un arrêt cardiaque à l'âge de 66 ans.

## Palmarès
- Vice-champion de Belgique en 1969 avec le Sporting Charleroi